# Linha Norte do VLT de Campinas
A Linha Norte: Central ↔ Taquaral foi uma linha planejada do VLT de Campinas.
 

## Histórico
Linha proposta nos planos originais do sistema, mas com a desativação da Linha Sul junto com todo o projeto ela jamais foi construida.
A construção desta linha seria executada sobre o leito da antiga da Estrada de Ferro Mogiana dando uso a ele, partindo da estação Central e seguindo para a região norte de Campinas até a estação Taquaral.

## Estações
| Sigla            | Estação                              | Comentários | Status    |
| ---------------- | ------------------------------------ | ----------- | --------- |
|                  | Taquaral                             | Estudado    | Cancelado |
| Margarida        |                                      | Estudado    | Cancelado |
| Orozimbo Maia    |                                      | Estudado    | Cancelado |
| Brasil           |                                      | Estudado    | Cancelado |
| Guanabara        |                                      | Estudado    | Cancelado |
| Andrade Neves    |                                      | Estudado    | Cancelado |
| Barão de Itapura | Integração gratuita com a Linha Sul. |             | Cancelado |
| Central          | Integração gratuita com a Linha Sul. |             | Cancelado |

## Extensões
No projeto original da linha Norte havia um estudo para a construção em uma segunda fase de um prolongamento da linha ligando a estação Taquaral aos bairros da região mais ao norte de Campinas e sua estação terminal seria a estação Carrefour.